# Entrecueves
Entrecueves es una cueva situada en la parroquia asturiana de Ferreros, en el concejo de Ribera de Arriba, España.
Está considerada como bien de interés cultural en aplicación del Artículo 40.2 de la Ley 16/1985, del 16 de junio del Patrimonio Histórico Español.
Es un sistema de galerías, de muy difícil acceso, que cuenta con una cavidad con representaciones paleolíticas. El acceso a la cueva está entubado durante 100 metros para canalizar el curso de agua que recorre la galería principal. Sobre ella se sitúa una galería donde se encuentran los grabados y las pinturas. La cueva se encuentra parcialmente rellena de sedimentos arenosos que han impedido su datación.